# الكسندر إس. ويب
الكسندر إس. ويب (بالإنجليزية: Alexander S. Webb)‏ هو ضابط أمريكي، ولد في 15 فبراير 1835 في نيويورك في الولايات المتحدة، وتوفي في 12 فبراير 1911 في Riverdale, Bronx ‏ في الولايات المتحدة.